# Брънещ
 Тази статия е за селото в Румъния.  За общината вижте Брънещ (община).  
Брънещ е село в окръг Илфов, Румъния. Населението на селото през 2007 година е 8167 души, от които 90 % са българи. Има българско дружество – „Седянка“. В селото има сурвакарска група, която през 2016 г. взе участие на фестивала „Сурва“ в гр. Перник, България.

## История
Българите се заселват в селото в периода 1800 – 1830 година. През 1910 – 1920 година селото е чистобългарско с население около 2300 души, главно българи преселници от Русенско.